# Phyllis Smith
Phyllis Smith (ur. 10 lipca 1951) – amerykańska aktorka filmowa i telewizyjna. Najbardziej jest znana z roli Phyllis Lapin-Vance w serialu telewizyjnym Biuro (The Office).
Urodziła się w Lemay w stanie Missouri w USA. Ukończyła University of Missouri - St. Louis w 1972 roku z dyplomem kształcenia podstawowego. W latach 1970–1980 pracowała jako tancerka i cheerleaderka. Po kontuzji nogi, była zmuszona porzucić taniec. Z castingu dostała rolę w serialu telewizyjnym Biuro (The Office). W 2006 roku otrzymała nagrody Screen Actors Guild.  

## Filmografia wybrana
- Biuro (The Office) (2005-2013)
- 40-letni prawiczek (The 40 Year-Old Virgin) (2005)
- Zła kobieta (Bad Teacher) (2011)